# De Havilland DH.53 Humming Bird
Die de Havilland DH.53 Humming Bird war ein britisches Leichtflugzeug, das in den 1920er Jahren gebaut wurde.

## Geschichte
Das Flugzeug wurde zunächst in zwei Exemplaren im Zuge der im Oktober 1923 in Lympne abgehaltenen Daily Mail light aeroplane trials, einem Wettbewerb zur Förderung des Leichtflugzeugbaus, gebaut. Der einsitzige Tiefdecker wurde von einem Douglas 750cc Motorradmotor angetrieben, der aber schon vor dem Rückflug von der Flugveranstaltung gegen ein zuverlässigeres, 26 PS leistendes Blackburne Tomtit-Triebwerk ausgetauscht wurde.
In der Folge nahm diese Maschine gemeinsam mit dem zweiten Flugzeug, welches sich im Eigentum einer Gruppe von RAF-Offizieren befand, an weiteren Rennveranstaltungen teil. Die zweite Maschine war zuvor auf einen 26 kW leistenden A.B.C.-Scorpion-Motor umgerüstet worden, der sich jedoch als unzuverlässig erwies.
Obwohl das Flugzeug bei den Veranstaltungen keinen Preis gewinnen konnte, bestellte das britische Luftfahrtministerium auf Grund der erwiesenen Wirtschaftlichkeit des Flugzeugs acht Exemplare zum Einsatz als Trainingsflugzeug bei der Royal Air Force. Insgesamt wurden 15 Fluggeräte gebaut, von denen drei nach Australien und jeweils eines in die Sowjetunion und in die Tschechoslowakei exportiert wurden.
Die letzten beiden Humming Birds der RAF wurden für Start- und Landeversuche auf dem Luftschiff R-33 verwendet.
Sechs der acht RAF-Maschinen erhielten nach der Ausmusterung im Jahre 1927 zivile Kennzeichen und flogen noch etliche Jahre. Ein Exemplar verblieb bei der Shuttleworth Collection in Old Warden, ist jedoch inzwischen nicht mehr flugfähig.

## Technische Daten
| Kenngröße             | Daten                                      |
| --------------------- | ------------------------------------------ |
| Besatzung             | 1                                          |
| Länge                 | 5,99 m                                     |
| Spannweite            | 9,17 m                                     |
| Höhe                  | 2,21 m                                     |
| Flügelfläche          | 11,61 m²                                   |
| Flügelstreckung       | 7,2                                        |
| Leermasse             | 148 kg                                     |
| Startmasse            | maximal 256 kg                             |
| Antrieb               | ein Zweizylinder-V-Motor Blackburne Tomtit |
| Leistung              | 19 kW (26 PS)                              |
| Höchstgeschwindigkeit | 117 km/h                                   |
| Reisegeschwindigkeit  | 97 km/h                                    |
| Gipfelhöhe            | 4570 m                                     |
| Reichweite            | 241 km                                     |